# Litoria verreauxii
Litoria verreauxii је водоземац из реда жаба и фамилије Hylidae.

## Угроженост
Ова врста није угрожена, и наведена је као последња брига јер има широко распрострањење.

## Распрострањење
Источна Аустралија је једино познато природно станиште врсте.
Популација ове врсте се смањује, судећи по расположивим подацима.

## Станиште
Природно станиште је изнад нивоа мора (50 метара), а може се наћи до 800 метара надморске висине.